# Julius Petschek
Julius Petschek (* 14. März 1856 in Kolín; † 22. Januar 1932 in Prag) war ein böhmischer und nach 1918 tschechoslowakischer Großindustrieller und Bankier.

## Leben und Tätigkeit
Julius Petschek war ein Sohn des Geldverleihers Moses Petschek (1822–1888) aus Petschek bei Kolin und der Sara Wiener (1827–1894). Er hatte zwei Brüder, Isidor Petschek (1854–1919) und Ignaz Petschek (1857–1934), die ebenfalls bedeutende Industrielle wurden.
Nach dem Schulbesuch studierte Petschek Rechtswissenschaften an der Karls-Universität. 1880 wurde er zum Dr. jur. promoviert und trat anschließend in den österreichisch-ungarischen Staatsdienst ein. 1878 begann Petschek an der Finanzprokuratur in Prag zu arbeiten, zuerst als Finanzsekretär und später als Finanzrat.
Mit seinem Bruder Isidor begründete er die Prager Linie der Unternehmerdynastie Petschek. Das Firmenkonglomerat der Prager Petscheks umfasste zunächst Aktienbeteiligungen an der Brüxer Kohlenbergbau-Gesellschaft AG und der Nordböhmischen Kohlenwerke AG in Brüx. Zusätzlich konnten sie Gruben im Falkenauer Revier, dem zweitgrößten Braunkohlebecken des Landes, in ihren Besitz bringen. Im Jahre 1900 wurde sie zum Hauptaktionär der Montan- und Industrialwerke A.G., vorm. J.D. Starck in Unterreichenau.
Im Jahr 1906 quittierte Julius Petschek seinen Staatsdienst als Oberfinanzrat und beteiligte sich aktiv an den Investmentgeschäften seines Bruders Isidor. Im gleichen Jahr wurde er in den Generalrat der Anglo-Österreichischen Bank gewählt, die hinter der Unternehmenstätigkeit beider Brüder stand. Die Bankenkontakte versetzen sie außerdem in die Lage, Aktienhandel zu treiben. In der Folgezeit trat Julius Petschek als Aufsichtsratsmitglied zahlreichen Unternehmungen der Prager Petscheks bei.
Mit seinem Bruder Isidor gründete er im Jahr 1917 die Prager Kommorzgesellschaft GmbH zur Verwaltung der finanziellen Familienangelegenheiten und gemeinsam mit Isidor im selben Jahr die Aussiger Montangesellschaft. Mit seinem Bruder Ignaz Petschek (Aussiger Petscheks) war Julius Petschek stark zerstritten. Obwohl sie in denselben Geschäftsfeldern tätig waren, standen sie in Konkurrenz und bekämpften sich erbittert. Bei vielen Unternehmen erlangten sie die Aktienmehrheit durch feindliche Übernahmen und überboten sich dabei gegenseitig. Neben seinem Bruder Ignaz, war Julius Petschek ein führendes Mitglied im Mitteldeutschen Braunkohlen-Syndikat.

### Gründung des Bankhauses Petschek & Co.
Im Jahr 1920 gründete er gemeinsam mit seinem Sohn Walter und den vier Söhnen Isidors das Bankhaus Petschek & Co. in Prag. Die Bank übernahm die Aufgaben der vormaligen Prager Kommerzgesellschaft. Durch die Eheschließungen seiner Töchter, Margarethe und Marianne, expandierte die Familie zudem in die Papierindustrie. Das Bankhaus Petschek & Co. war einer der Unterstützer der Prager Secession.
Parallel hielten die Prager Petscheks einen hohen Aktienbesitz an der Anglo-Tschechoslowakischen Bank, bei der Julius Petschek von 1922 bis 1927 auch Mitglied des Aufsichtsrats war, und Anteile an zahlreichen anderen Banken in ganz Europa sowie Nord- und Südamerika.

### Expansion in Deutschland
Anfang der 1930er Jahre kontrollierten die Prager Petscheks und die Aussiger Petscheks 30 Prozent der deutschen Braunkohlenwerke. Die größten und wichtigsten Gesellschaften für die Prager Petscheks waren die Werschen-Weißenfelser Braunkohlen AG und die Anhaltischen Kohlenwerke. Ignaz Petschek, der Begründer der Aussiger Petscheks, beherrschte unter anderem die Ilse Bergbau AG in Berlin, die Eintracht Braunkohlenwerke und Brikettfabriken AG in Welzow, die Niederlausitzer Kohlenwerke AG, die Phönix AG für Braunkohlenverwertung in Berlin, die Braunkohlenwerke Leonhard in Zipsendorf, die Braunkohlenwerke Borna und die Bleichert'schen Kohlenwerke. Damit war der Besitz von Ignaz Petschek an Braunkohlewerken etwa viermal größer als der seiner Brüder. Allerdings besaßen die Prager Petscheks dagegen deutlich mehr Anteile an Banken. Sie waren Eigentümer der Petschek-Bank in Prag, Hauptaktionäre der Böhmischen Escompte-Bank, der Böhmischen Union Bank sowie Anteilseigner an mehreren Bankhäusern in Deutschland, Holland, Spanien, England und in den USA.
Insbesondere in Deutschland standen fast ausschließlich Julius und Ignaz Petschek im Fokus der Öffentlichkeit. Dementsprechend wurden in Deutschland die Prager Petscheks in Abgrenzung zu den Aussiger Petscheks meist als „Julius-Petschek-Gruppe“ oder „Julius-Petschek-Konzern“ bezeichnet. Zwar leitete Julius Petschek in Deutschland die Geschäfte des Prager Familienteils, Patriarch der Prager Petscheks war er jedoch niemals. Sämtliche Fäden über die Investitionen und die Koordination des mitteleuropäischen Besitzes der Prager Petscheks liefen immer in Prag zusammen – und zwar bis zum Jahr 1919 in der Anwaltskanzlei von Isidor Petschek und danach im Bankhaus Petschek & Co., das bis zum Jahr 1934 von Otto Petschek geleitet wurde.

## Verlagerung der Geschäfte durch die Nachfolger
Ab 1925 zog sich Julius Petschek aus dem Geschäftsleben zurück. Im Oktober 1928 übernahm sein Neffe Paul Petschek die Vertretung der Familieninteressen in Deutschland, der in Berlin-Wannsee wohnte und ab Mai 1936 der Familienvertreter in London war. Nach Julius Petscheks Tod im Januar 1932 sowie dem Tod von Otto Petschek im Juli 1934 entschied die Familie sich, ihre Geschäfte in Deutschland aufzugeben. Die Prager Petscheks bündelten ihre Unternehmensbeteiligungen in Mitteleuropa mit Hilfe der Berliner Handels-Gesellschaft in einer amerikanischen Holding, der United Continental Corp. mit Sitz in New York. Bis 1937 etablierte sich die Familie geschäftlich in England.

### Verkauf der Unternehmensanteile im Reichsgebiet
Nachdem die Erbengemeinschaft im Januar 1937 Verhandlungen zum Verkauf der Anhaltischen Kohlenwerke und der Werschen-Weißenfelser Braunkohlen AG unter anderem mit der I.G. Farben und Wintershall aufgenommen hatte, verkaufte sie im Mai 1938 mit Unterstützung von Carlos Wetzell ihre Aktienanteile an Friedrich Flick. In einem von Hermann Göring unterzeichneten Abschlussbericht vom 26. November 1938 wurde hervorgehoben, dass die Anhaltischen Kohlenwerke und die Werschen-Weißenfelser Braunkohlen AG „nicht aus privatwirtschaftlichen, sondern staats- und wirtschaftspolitischen Gründen“ arisiert worden seien.

### Verkauf der Unternehmensanteile in der Tschechoslowakei
Die Anteile an Unternehmen, welche die Erbengemeinschaft noch in der Tschechoslowakei besaß, konnte sie noch vor dem Münchner Abkommen bis zum Sommer 1938 an die Gewerbebank Prag verkauften. Nach dem Münchener Abkommen übernahm die Gewerbebank auch das Bankhaus Petschek & Co. Der nötige Kapitaltransfer ins Ausland konnte entgegen den Devisenvorschriften der Tschechoslowakischen Nationalbank dank der bestehenden Auslandsbeziehungen erreicht werden. Die illegale Kapitalflucht aus der Tschechoslowakei hatte nach dem Münchener Abkommen zum Jahreswechsel 1938/39 ihr Höchstmaß erreicht.

## Bautätigkeit

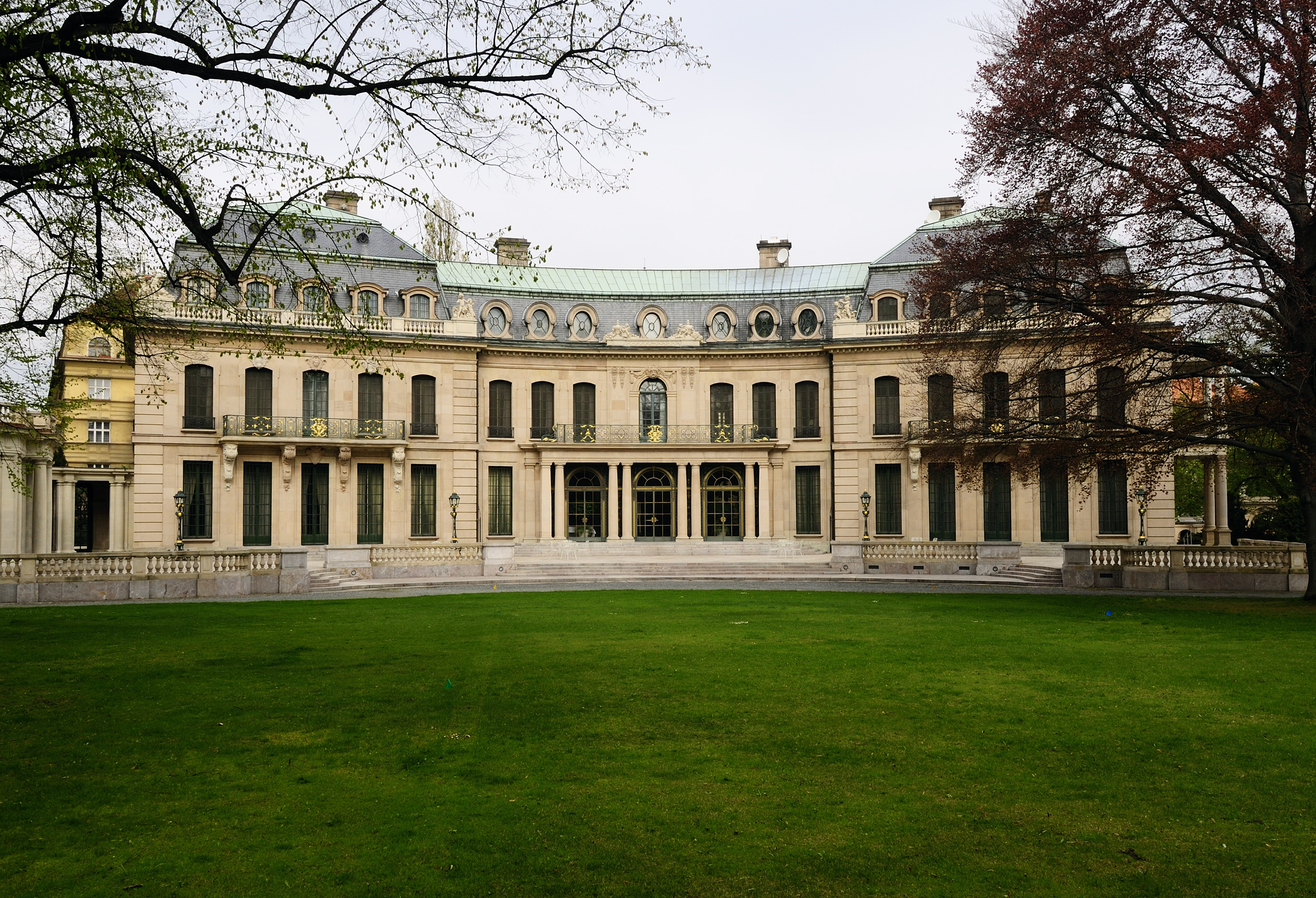
Residenz des US-Botschafters

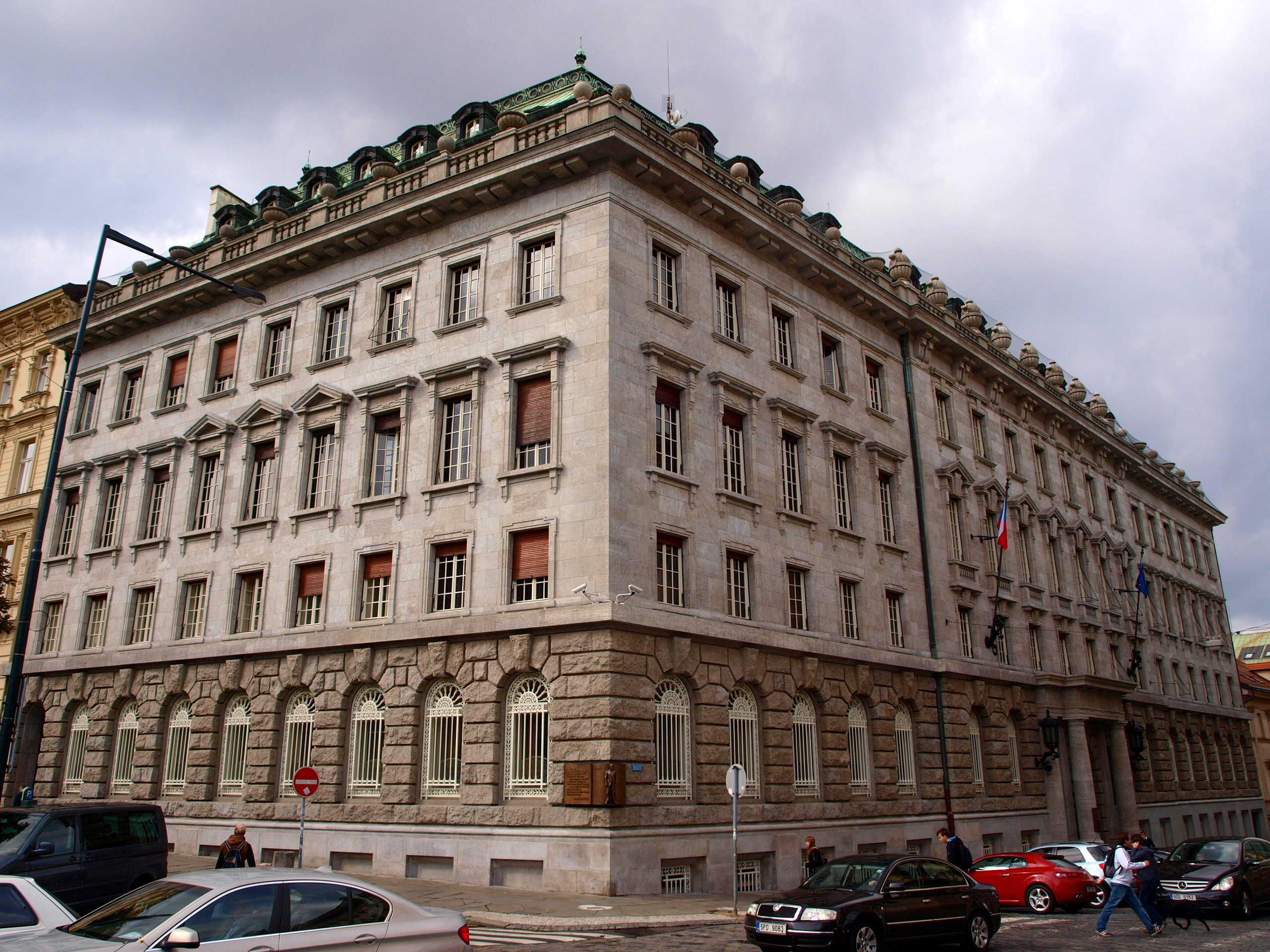
Petschek-Palast

Vom Reichtum der Prager Linie der Petscheks zeugen 13 große Villen in Prag. Deren größte, die dem Neffen von Julius Petschek und seinem Nachfolger in der operativen Leitung des Bankhauses, Otto Petschek (1882–1934), gehörte, ist die im noblen Stadtteil Bubeneč durch den Architekten Max Spielmann im Stil des Neoklassizismus errichtete Villa Otto Petschek. Sie dient seit 1948 den Botschaftern der USA in Prag als Residenz.
Die Aussiger Petscheks wurden in der Zeit des Nationalsozialismus im Protektorat Böhmen und Mähren durch Gesetze zur „Arisierung“ enteignet. Das Gebäude des Bankhauses Petschek & Co. in Prag, das an die Tschechische Regierung verkauft worden war, wurde von 1939 bis 1945 als Leitstelle der Gestapo in Prag zweckentfremdet.

## Familie
Petschek war mit Berta Robitschek verheiratet. Mit ihr hatte er den Sohn Walter (1899–1998) und die Töchter Margarethe (1894–1980) und Marianne (1895–1950). Margarete war mit dem Papierproduktionsunternehmer Oswald Gellert und Marianne mit dessen Bruder Leopold Gellert verheiratet.